# Ligusticum rechingerana
Ligusticum rechingerana là một loài thực vật có hoa trong họ Hoa tán. Loài này được (Leute) Shan & F.T. Pu mô tả khoa học đầu tiên năm 1992.